# Comuna Nevirkiv, Koreț
Nevirkiv (în ucraineană Невірків) este o comună în raionul Koreț, regiunea Rivne, Ucraina, formată din satele Jornivka și Nevirkiv (reședința).

## Demografie
Componența lingvistică a comunei Nevirkiv
     Ucraineană (99,85%)
     Alte limbi (0,15%)
Conform recensământului din 2001, majoritatea populației comunei Nevirkiv era vorbitoare de ucraineană (99,85%), existând în minoritate și vorbitori de alte limbi.